# Отношения Иракского Курдистана и Хорватии
Отношения Иракского Курдистана и Хорватии — двусторонние дипломатические отношения между Хорватией и Иракским Курдистаном. Хорватия планирует открыть консульство в Эрбиле, в то время как Иракский Курдистан не имеет представительства в Хорватии. В августе 2014 года по запросу Соединённых Штатов хорватские власти отправили в Курдистан нераскрываемое количество оружия. Оружие было в основном югославского происхождения. Позже выяснилось, что военная помощь включала 20 000 автоматов HS Produkt VHS.

## Укрепление связей
В 2009 году курдский министр внутренних дел Махмуд Мохаммед встретился с мэром Загреба Миланом Бандичем. Министр иностранных дел Хорватии Весна Пусич посетила Эрбиль и встретилась с заместителем премьер-министра Иракского Курдистана Кубадом Талабани, чтобы обсудить военную и гуманитарную помощь и сотрудничество в мае 2015 года. В июле 2015 года министр обороны Хорватии Анте Котроманович посетил Эрбиль, и после встречи с курдскими официальными лицами было решено, что Хорватия отправит военных специалистов для обучения курдских солдат. Во время визита Котроманович заявил, что: «Хорватия гордится тем, что является членом коалиции против ИГИЛ. Мы оказали военную помощь силам пешмерга и полны решимости продолжать сотрудничество с курдскими силами безопасности до тех пор, пока ИГИЛ не будет разгромлено».
Курдский министр иностранных дел Фалах Мустафа Бакир с делегацией приехали в Загреб на 49-й Международный фольклорный фестиваль, где была проведена неделя курдско-хорватской культуры. На мероприятии Бакир заявил: «Мероприятие предоставило участникам хорошую возможность познакомиться с подлинной культурой и наследием Курдистана. Такие мероприятия могут способствовать дальнейшему культурному обмену и укреплению взаимопонимания между народами Курдистана и Хорватии».
Президент Иракского Курдистана Масуд Барзани провёл встречу с президентом Хорватии Колиндой Грабар-Китарович в рамках Мюнхенской конференции по безопасности в Берлине в феврале 2016 года. Китарович заявил журналистам: «Хорватия обязательно продолжит поддерживать силы Пешмерга».

## Торгово-экономические связи
В 2009 году хорватская строительная компания Ingra подписала соглашение с Иракским Курдистаном, согласно которому компания строит больницы и другие объекты в регионе. В 2013 году в Эрбиле была проведена хорватская конференция, направленная на усиление хорватского экспорта в Иракский Курдистан, с участием хорватских компаний Ericsson Nikola Tesla, Intea, Croatia Pumpe Nova, Studio BF и Iskra Impuls. В августе 2014 года танкер с курдской нефтью прибыл в хорватский порт Омишаль. Танкер вмещал 80 000 кубометров сырой нефти. В ноябре 2016 года посол Хорватии в Ираке Эван Йорик заявил, что Хорватия поможет улучшить туристический сектор Курдистана и общее экономическое развитие.